# Копытово (Владимирская область)
Копытово — деревня в Собинском районе Владимирской области России, входит в состав Куриловского сельского поселения.

## География
Деревня расположена в 5 км на северо-запад от центра поселения деревни Курилово и в 17 км на север от райцентра города Собинка.

## История
Деревня впервые упоминается в писцовых книгах 1650 года, состоящей в приходе села Ставрова, в ней было 8 дворов крестьянских и 6 бобыльских. 
В конце XIX — начале XX века деревня входила в состав Ставровской волости Владимирского уезда. В 1859 году в деревне числилось 31 дворов, в 1905 году — 46 дворов, в 1926 году — 41 хозяйств.
С 1929 года деревня входила в состав Юровского сельсовета Ставровского района, с 1932 года — в составе Собинского района, с 1945 года — вновь в составе Ставровского района, с 1965 года — в составе Собинского района, с 1976 года — в составе Куриловского сельсовета, с 2005 года — Куриловского сельского поселения.

## Население
| 1859 | 1905 | 1926 | 2002 | 2010 | 2021 |
| ---- | ---- | ---- | ---- | ---- | ---- |
| 204  | ↗276 | ↘154 | ↘9   | ↘7   | ↘5   |